# Pompe
Pour les articles homonymes, voir Pompe (homonymie).
 (avril 2014).
 (décembre 2012).
Si vous disposez d'ouvrages ou d'articles de référence ou si vous connaissez des sites web de qualité traitant du thème abordé ici, merci de compléter l'article en donnant les références utiles à sa vérifiabilité et en les liant à la section « Notes et références ».
Une pompe est un dispositif permettant d'aspirer et de refouler un liquide (les compresseurs véhiculant des gaz compressibles). La plus ancienne pompe connue est la pompe à godets inventée en Chine au Ier siècle apr. J.-C. Les pompes modernes ont été développées à partir du XVIIIe siècle. Les pompes diesel et électriques, utilisées de nos jours, peuvent avoir des débits de pompage très élevés, en basse pression pour la circulation de l'eau et en haute pression (plus de 400 bars) pour l'oléohydraulique.

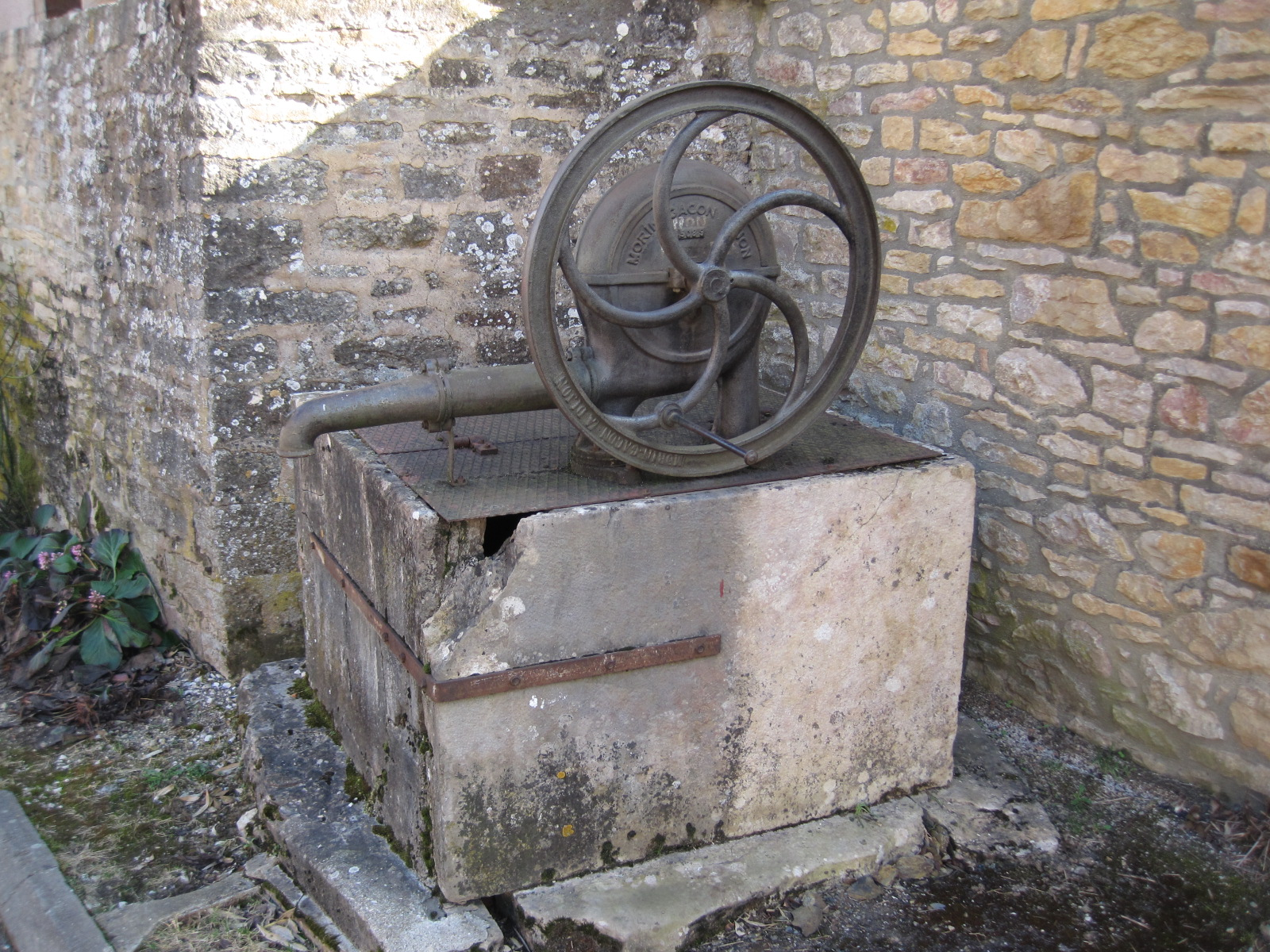
Pompe à eau à Fixin (Bourgogne).

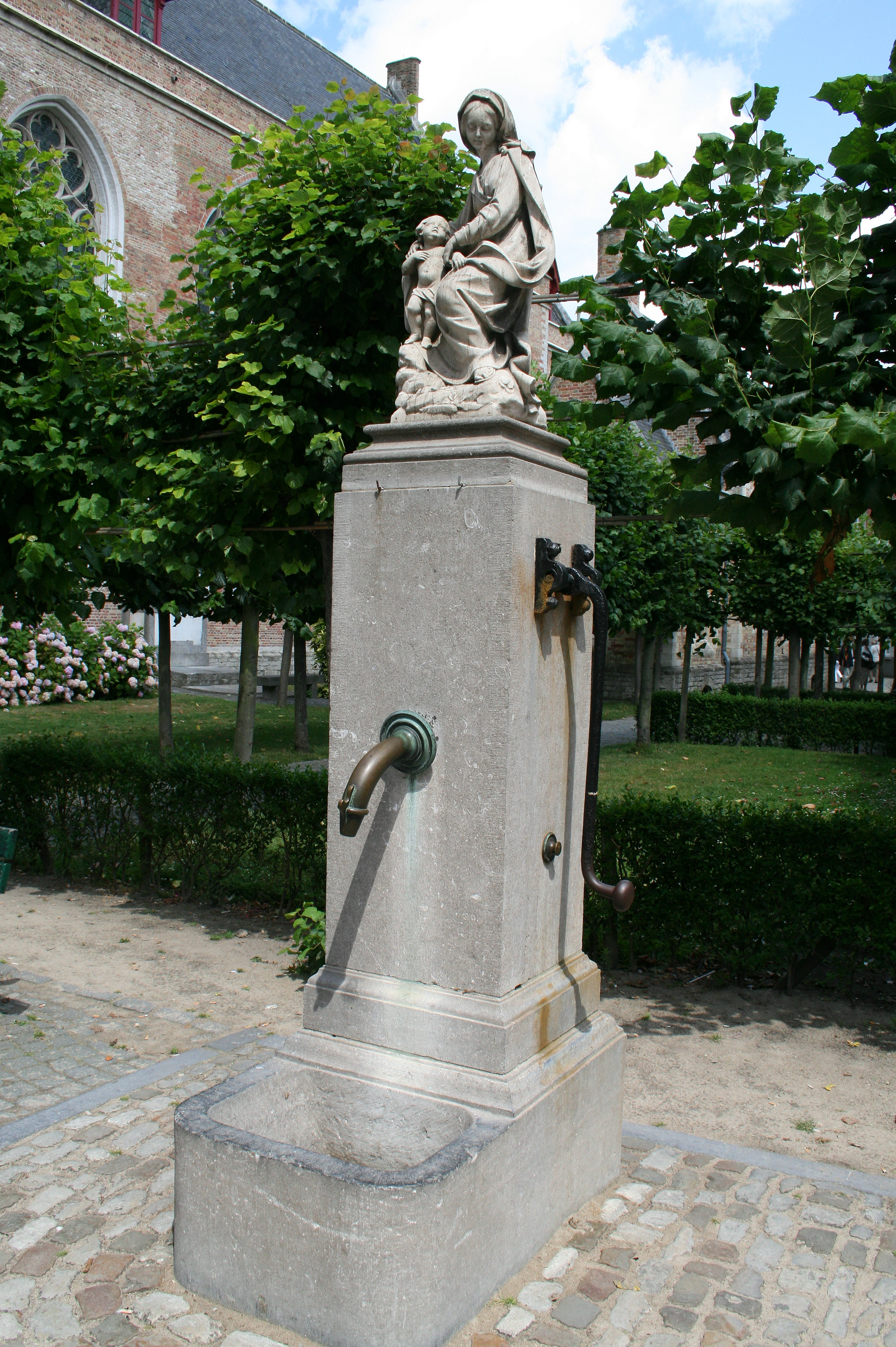
Pompe à eau citadine à Bruges.

## Histoire
Le besoin d'eau est apparu dès que l'homme a su construire un habitat artificiel pour se protéger des éléments naturels. Ce qui l'obligea à trouver un système de transport de cette eau, du puits ou de la rivière à son habitat. Il utilisa d'abord simplement l'énergie développée par ses muscles pour transporter l'eau à l'aide de récipients naturels ou artificiels. Plus la contenance et la distance étaient grandes, plus l'énergie dépensée était importante. Les premières bases de l'hydraulique remontent au deuxième siècle avant J.C., avec la vis d'Archimède, aussi appelée vis sans fin qui est un dispositif mis au point par Archimède lors d'un voyage en Égypte, permettant aux habitants du bord du Nil d'arroser leurs terrains. L'ancienne pompe à godets fut inventée en Chine au Ier siècle apr. J.-C.. La pompe à eau à pistons naît probablement à Alexandrie, dans la première moitié du IIIe siècle apr. J.-C., dans le contexte des travaux de Ctésibios sur la pompe à air pour l’orgue hydraulique et sur la catapulte à air comprimé. L’ouvrage de Philon de Byzance intitulé Pneumatiques, au milieu du IIIe siècle apr. J.-C., est le premier texte conservé à décrire la pompe à eau jusqu’au texte du De architectura de Vitruve qui décrit la « machine de Ctésibios » vers 25 après J.C..
Les principes des pompes centrifuges et des pompes à vide sont découverts à la fin du XVIIIe siècle. De manière générale, durant la grande époque de la culture gréco-romaine, de nombreux principes de physique et d'hydraulique sont découverts, mais pas forcément développés. Ctésibios se heurte notamment à la difficulté de concevoir des cylindres et pistons suffisamment réguliers pour jouer l'un dans l'autre sans accrocs. Toutefois, les réalisations mettant en œuvre ces principes ne servaient cependant souvent qu'à la démonstration de calculs mathématiques (jeux intellectuels) ou aux divertissements (fontaines, jeux d'eau, tours de magie, etc.)[réf. nécessaire].
En 1643, Torricelli explique pourquoi une pompe ne peut pas aspirer d'eau à plus de 10,3 m.
On doit aussi à cette époque[Laquelle ?] l'invention des écluses (afin d'éviter les vitesses d'écoulement trop rapide) et les dispositifs anti-béliers sur les conduites fermées, afin d'éviter l'éclatement des conduites.

### Machines élévatrices
Beaucoup de systèmes n'étaient pas à proprement parler des pompes mais des machines élévatrices, à commencer par la simple poulie placée au-dessus du puits pour remonter les seaux.
Puits à balancier
Le chadouf encore utilisé par certaines peuplades africaines.
Vis d'Archimède
La vis d'Archimède, parfois abusivement appelée vis sans fin, est un dispositif qu’Archimède aurait mis au point lors d’un voyage en Égypte, permettant aux habitants du bord du Nil d'arroser leurs terrains.
Chaine à godets
Peut être aussi pompe à corde (en), la corde coulissant dans un tuyau tirant des rondelles ou des godets faisant monter l'eau.
D'autres variantes de la chaine à godets sont apparues dès l'antiquité : la roue persane, appelée aussi noria par extension. Ces variantes étaient surtout utilisées pour l'irrigation.
Tympan, Roue persane
Roue à augets

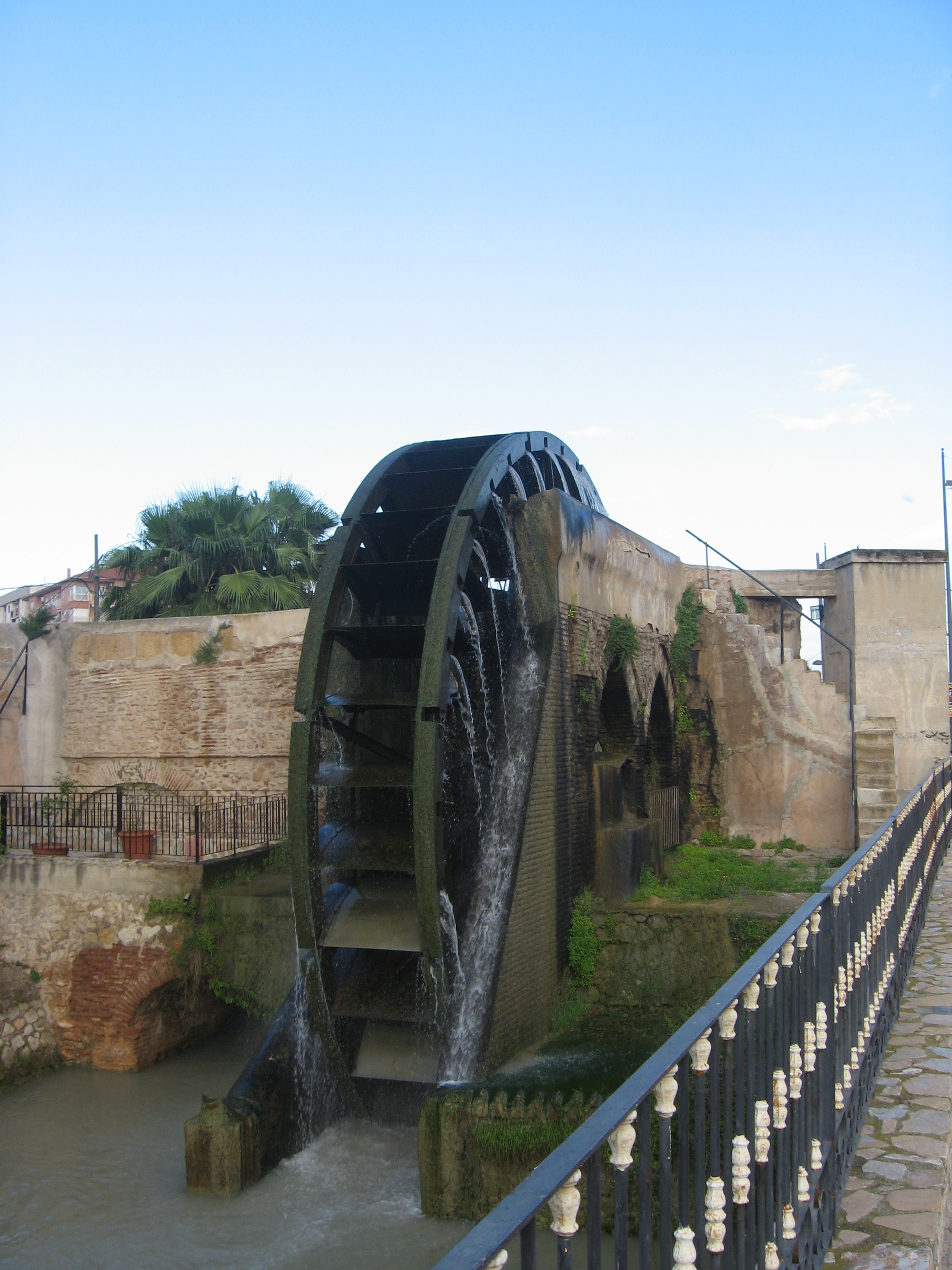
Noria arabe du musée ethnologique de la Huerta à Alcantarilla.
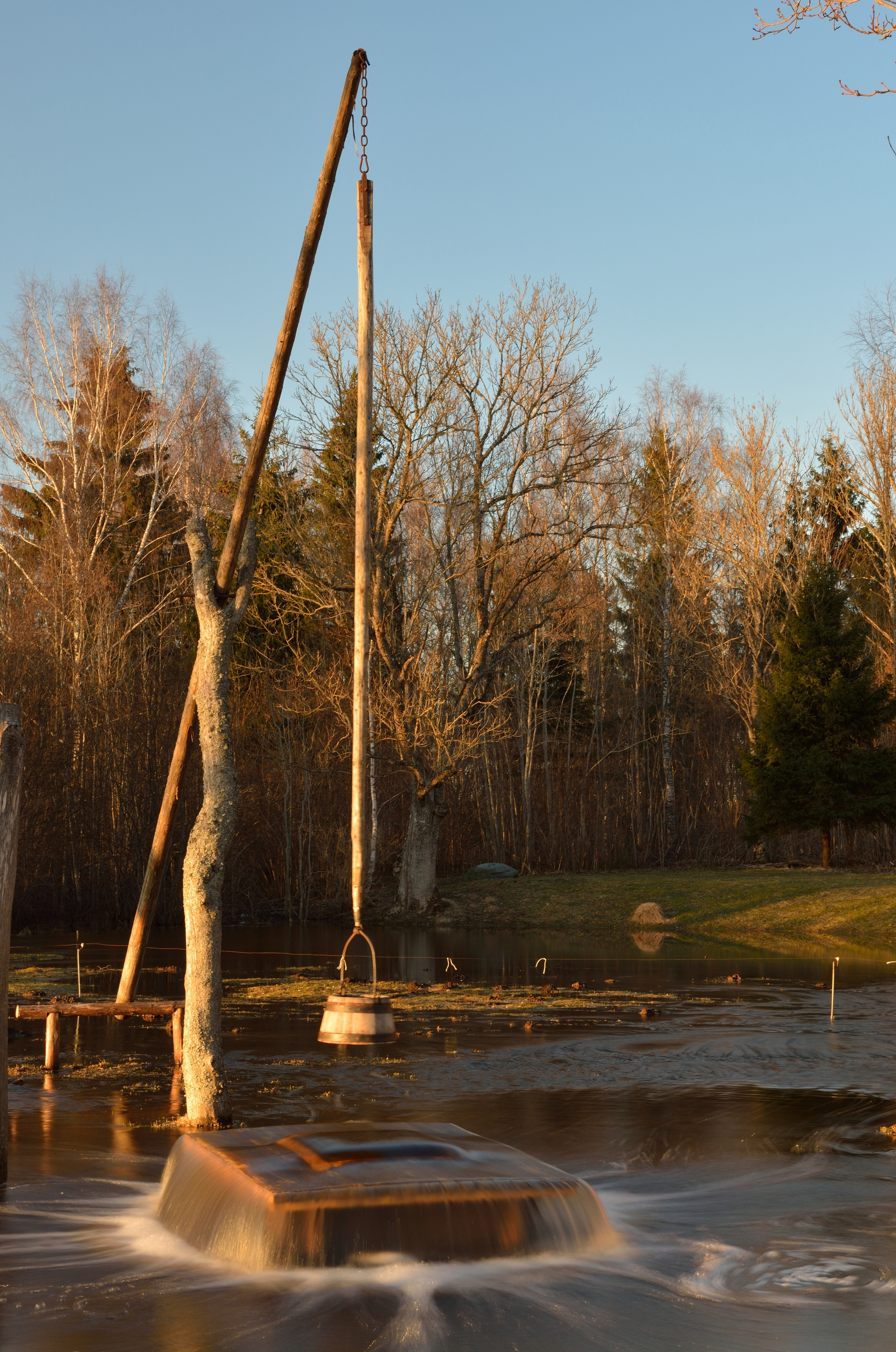
Chadouf en Estonie.
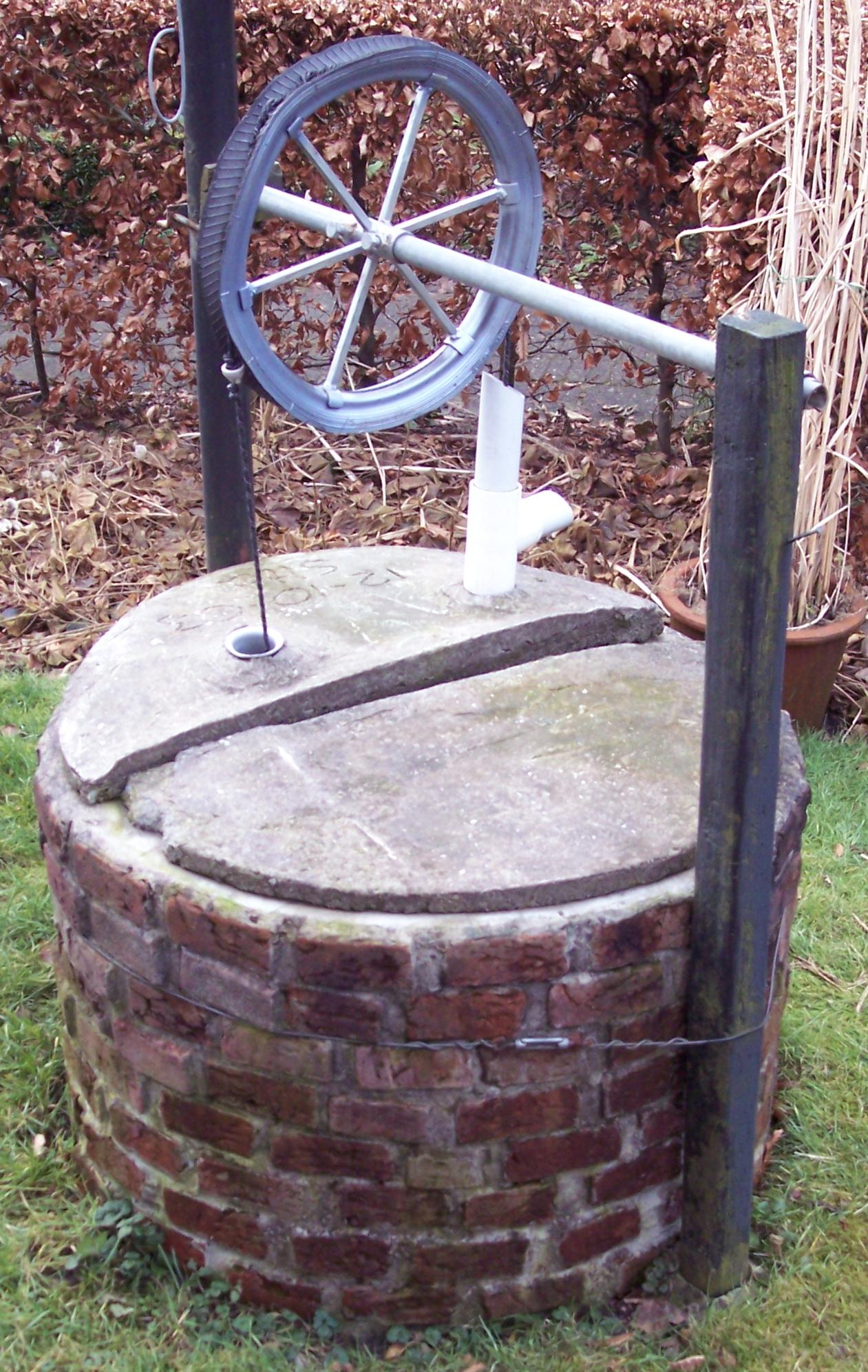
Pompe à corde de démonstration. La « rondelle » descend librement à gauche et remonte dans le tuyau à droite.

### Pompe à bras
La pompe à bras est la conséquence des recherches menées par Ctésibios au IIIe siècle av. J.-C. à Alexandrie. Les efforts qu'il entreprend dans la réalisation de son orgue hydraulique le mènent à inventer le piston au cœur de nombreuses machines hydrauliques et notamment les pompes.
Ce qui n'était souvent qu'un objet de curiosité pour les grecs sera mis en pratique par les romains, notamment dans les mines pour réaliser l'exhaure. Ces systèmes de pompe sont décrits par Philon, Vitruve (machina Ctesibica) et Héron d'Alexandrie.
Les Grecs et les Romains furent parmi les premiers à poser les bases de l'hydraulique. Tous ces systèmes furent utilisés pour relever l'eau dans des aqueducs alimentant les villes et les bains.
Dès l'époque romaine, deux pompes nous sont parvenues dans un état de conservation important. L'une à la mine de Sotiel Coronada à Calañas en Espagne, l'autre à Bolsena en Italie.
Une pompe à foulement romaine est visible au musée gallo-romain de Lyon. Installée au fond d'un puits à six mètres de profondeur, elle permettait de pomper soixante litres par minute. Une autre est visible au musée Vésunna de Périgueux.
Le principe de ces pompes établi par les Grecs se retrouve dans les pompes à bras urbaines mises en place par la fontainerie, notamment au XVIIIe siècle et XIXe siècle ainsi que dans les engins de lutte contre l'incendie, apparus début XVIIe siècle, les pompes à bras de pompier.

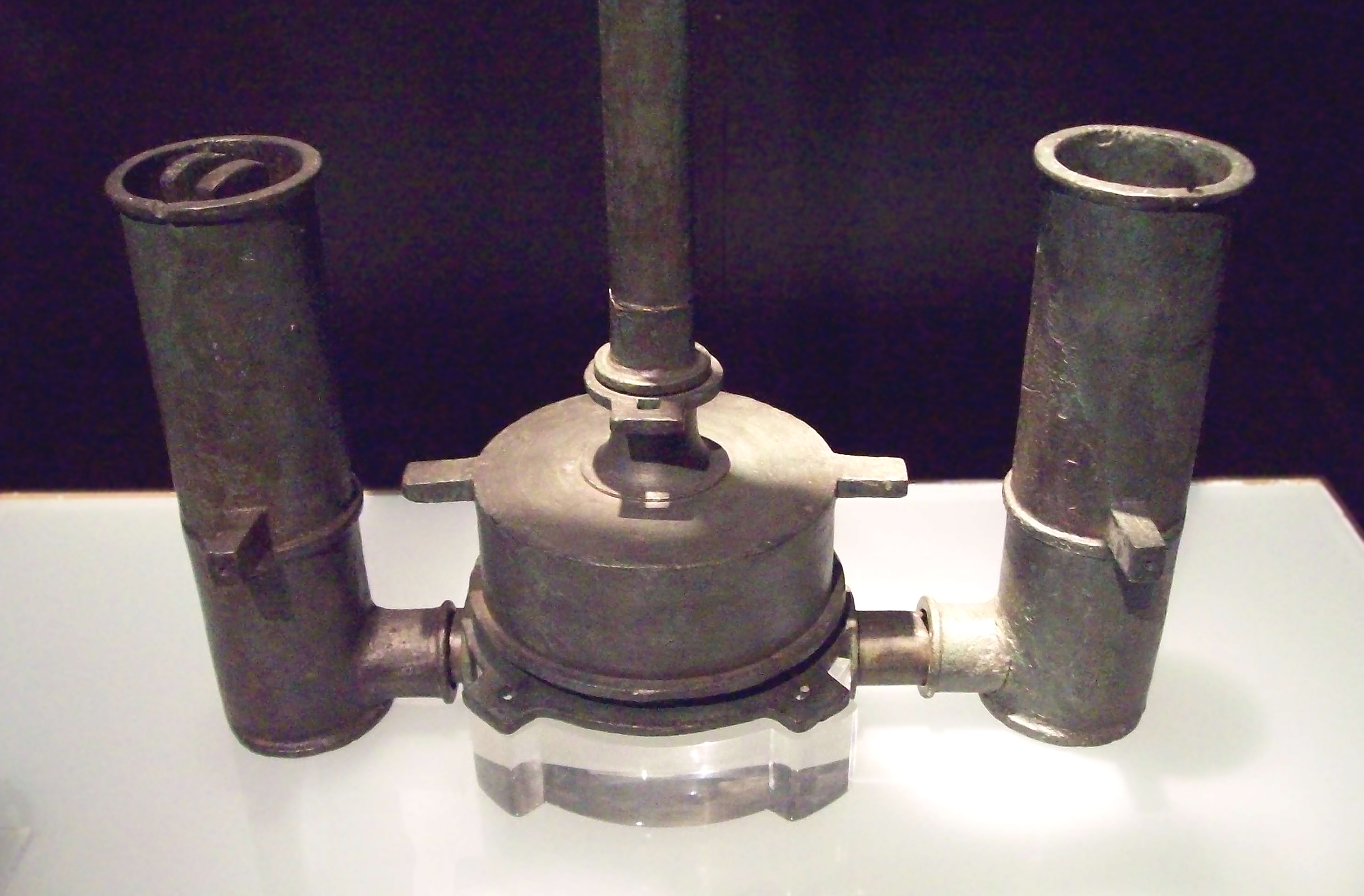
Pompe hydraulique romaine. Ier siècle à IIe siècle. Fonte. Mine de Sotiel Coronada, Calañas, Espagne.
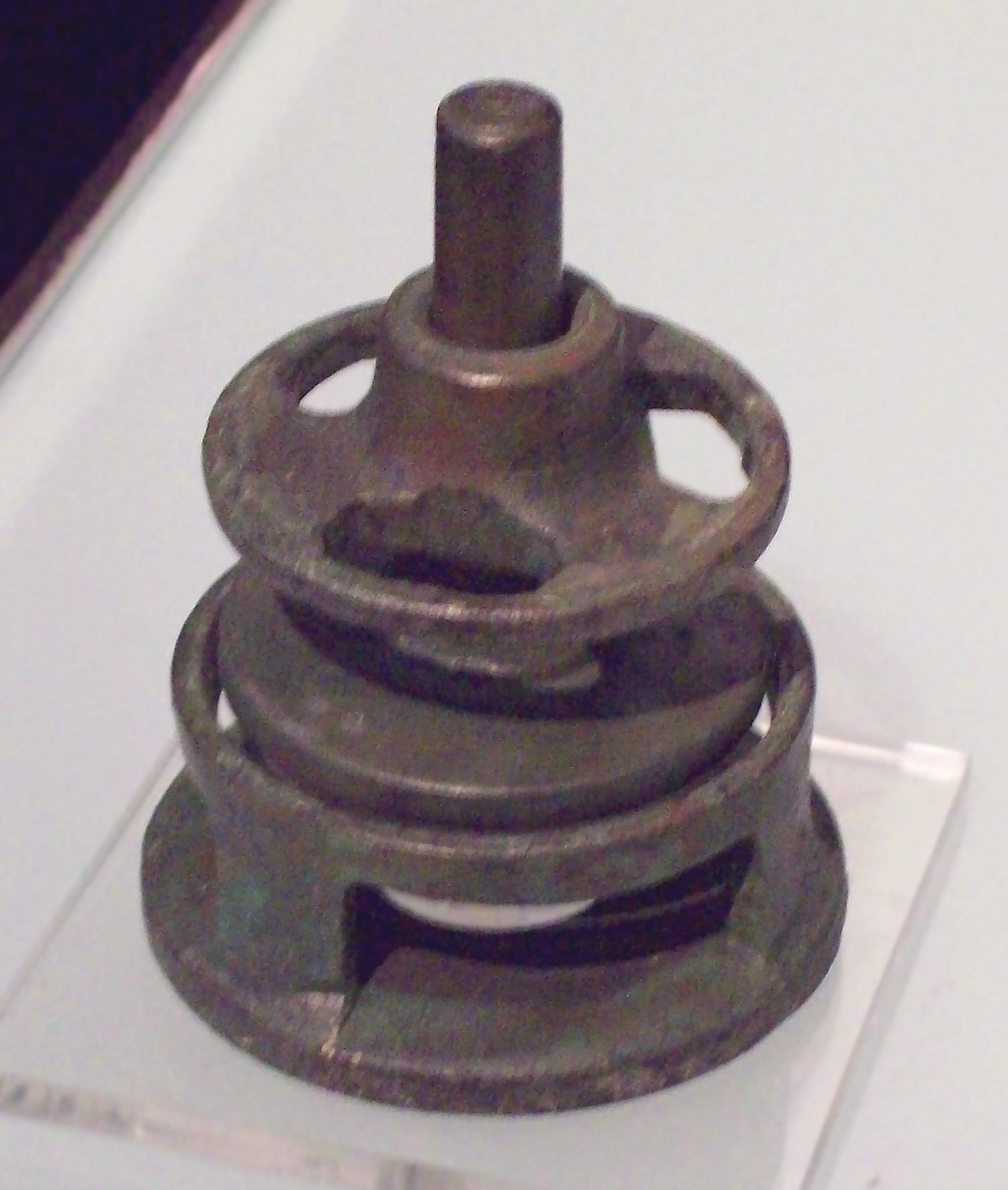
Piston de pompe hydraulique romaine. Ier siècle à IIe siècle. Fonte. Mine de Sotiel Coronada, Calañas, Espagne.
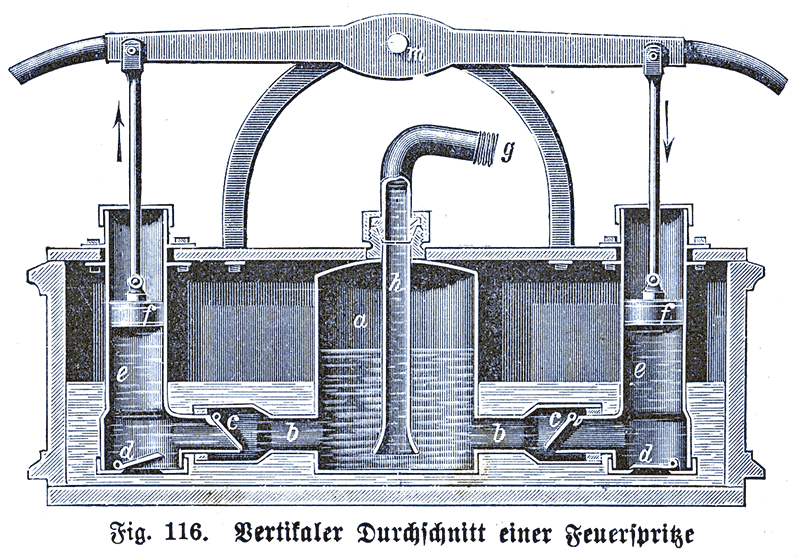
Pompe à bras de pompier, le principe est celui des pompes antiques romaines.
Pompe à bras en fontainerie. Principe de la pompe aspirante. Le piston est équipé d'un clapet contrairement aux pompes refoulantes.
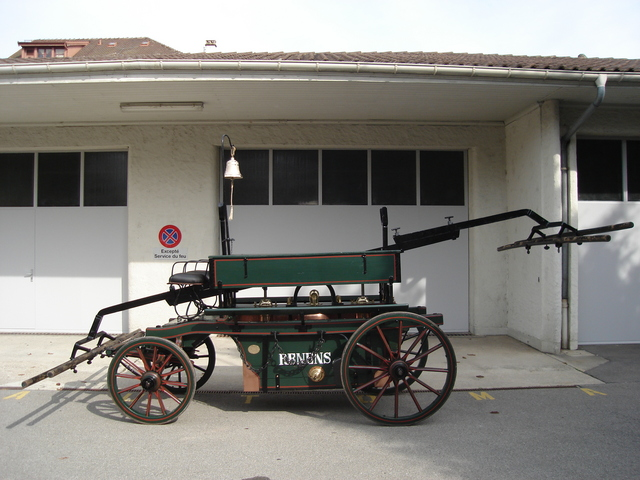
Pompe à bras de la ville de Renens datant de 1871.

Pompe aspirante.

Fin XVIIIe siècle, en termes de fontainerie, une pompe désigne une machine composée de tuyaux cylindriques de bois, de plomb ou de potin, d'un piston et de soupape, dont on se sert pour puiser l'eau et l'élever. Pomper équivaut à mouvoir le piston d'une pompe pour faire monter l'eau. Il existe différentes espèces de pompe, à savoir : la pompe aspirante, la pompe refoulante, la pompe aspirante et refoulante, la pompe à cylindre et la pompe noyée. Toutes ces pompes se meuvent, soit à bras par une bascule, soit par eau, soit par un manège ; le mécanisme en diffère selon leur position :
- pompe aspirante ou ordinaire : agit par le moyen de la pression de l'air. Elle aspire jusqu'à 32 pieds (soit 10,33 mètres, comme l'a montré Evangelista Torricelli en 1644) de hauteur du niveau de l'eau. Dans le corps du tuyau cylindrique est renfermé un piston percé, garni d'une soupape ou clapet ;
- pompe refoulante : élève l'eau de même que la précédente. Son piston, au lieu d'avoir un clapet, est massif et agit dans le tuyau d'aspiration ; sous ce piston est un clapet et un coude pour que l'eau puisse s'échapper, lorsqu'elle est comprimée par le piston ;
- pompe aspirante et foulante : fait le service des deux précédentes. On en fait usage pour élever l'eau où on peut désirer dans les divers étages d'une maison ;
- pompe à cylindre : semblable à la pompe refoulante, excepté que le corps de pompe est fermé par une boîte nommée suffinboc, dans laquelle passe une tringle en cuivre que l'on nomme « cylindre », à laquelle est fixé le piston ;
- pompe noyée ou élévatoire : la plus simple de toutes comme la moins sujette à entretien, monte l'eau à une grande hauteur ; elle se place au fond du puits ; le piston qui est plein agit au bas du corps ; l'eau entrant par des ouvertures faites dans la pompe au-dessus du piston est foulée et élevée par lui, puis retenue par un clapet qui est placé au-dessus de ce piston.

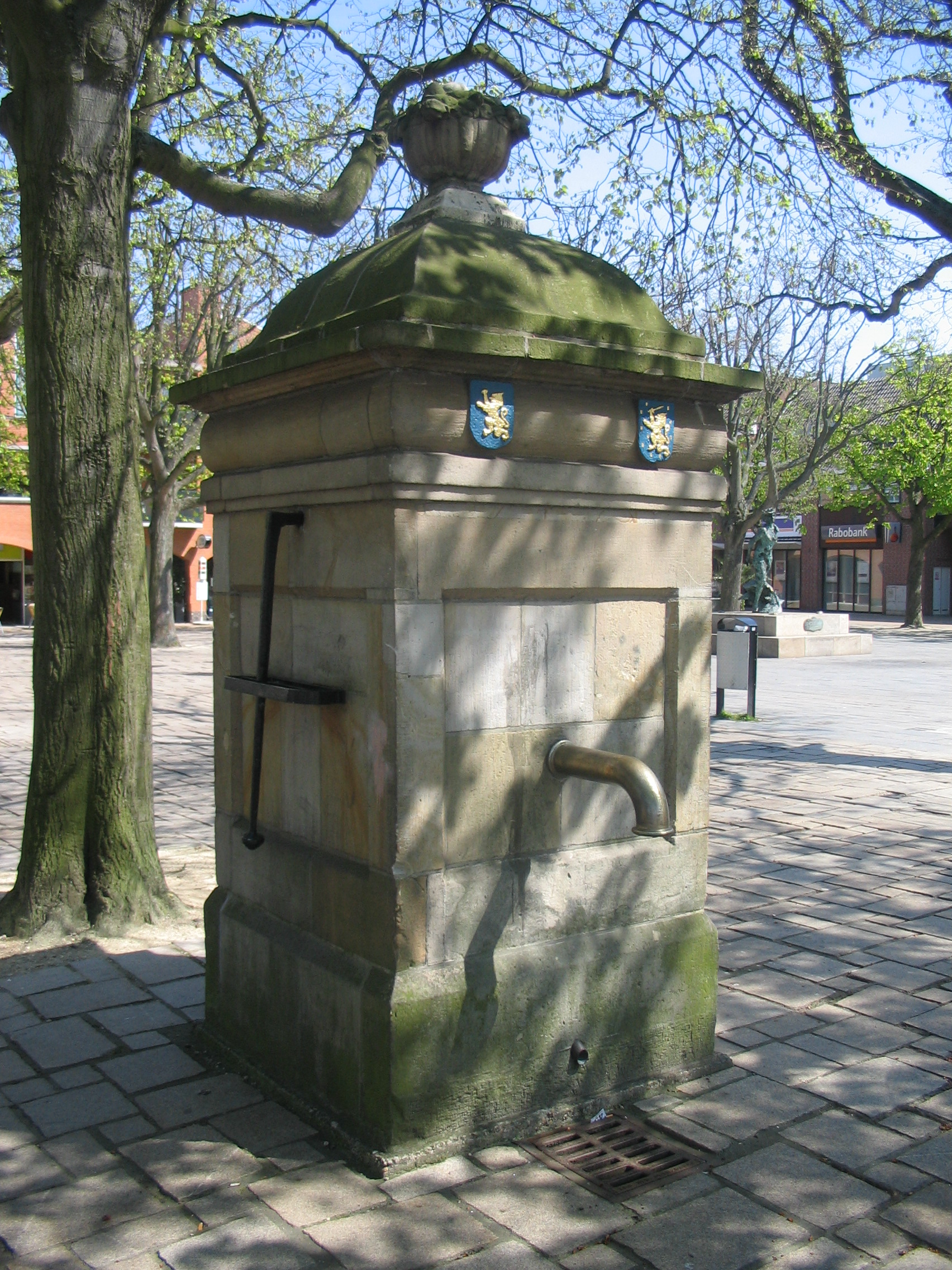
Pompe à eau de village, 's-Gravenzande, Hollande, XVIIIe siècle.
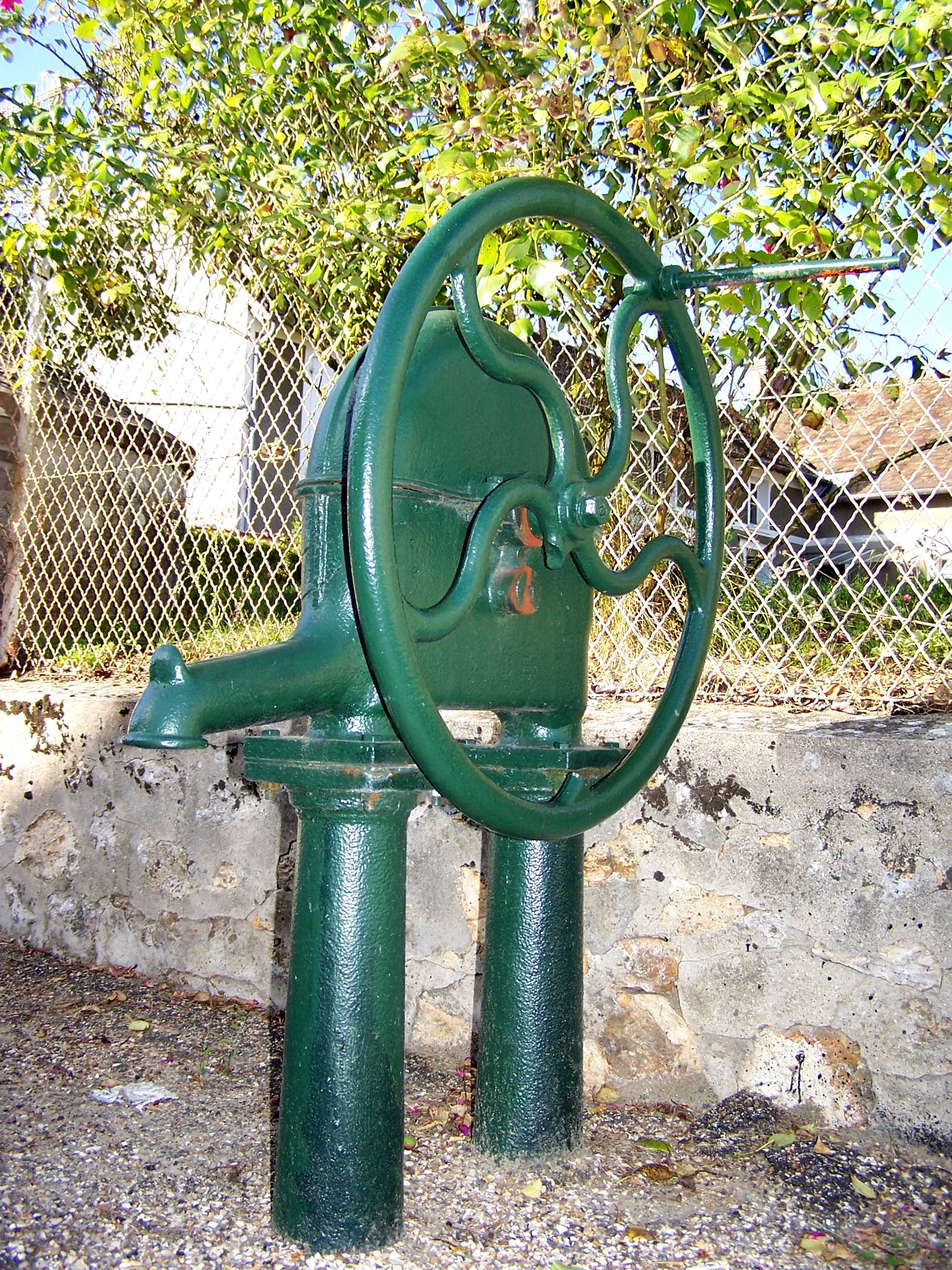
Pompe à eau à Auteuil. Une roue remplace quelquefois le balancier.
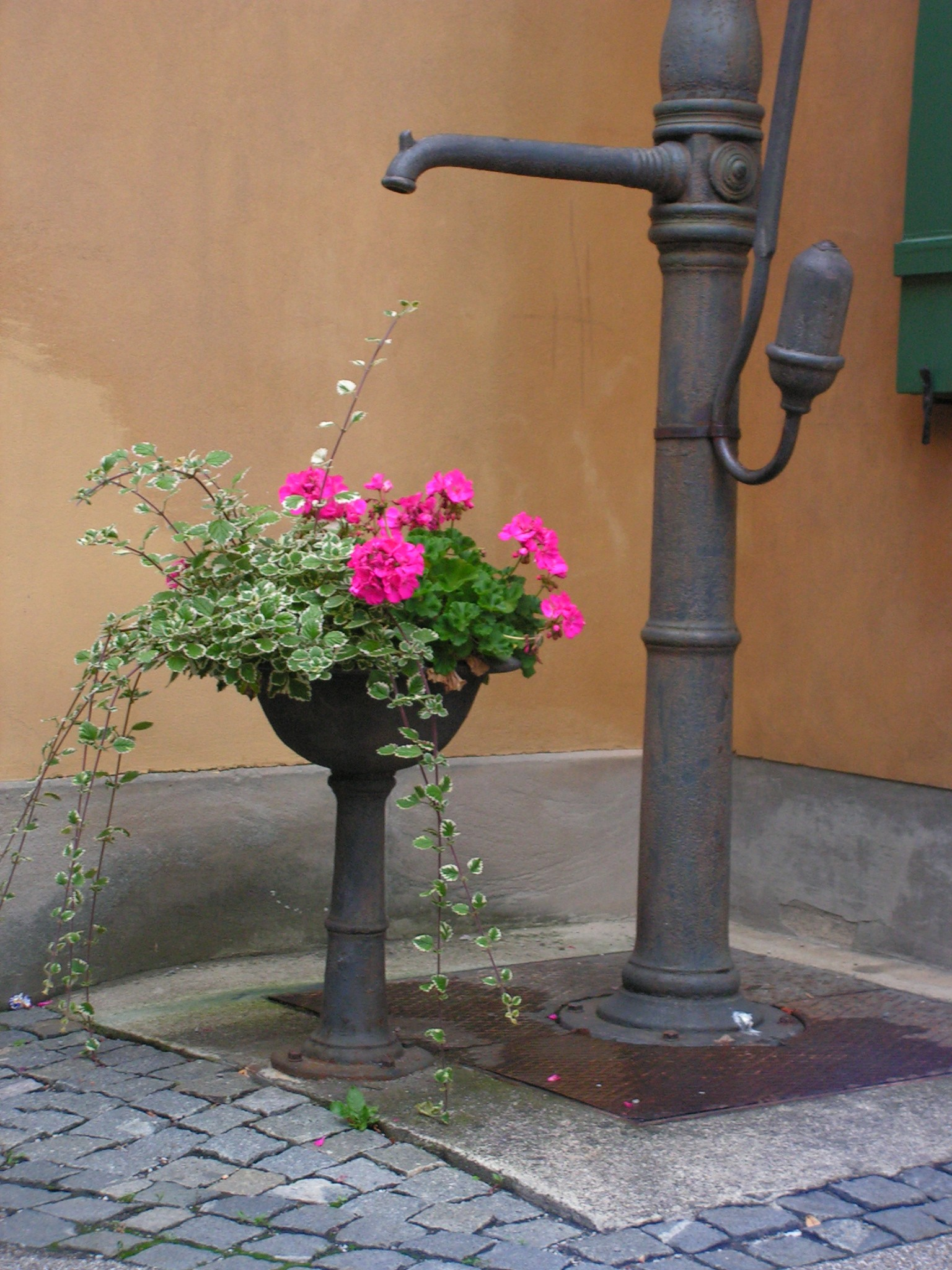
Pompe à eau à Augsbourg.
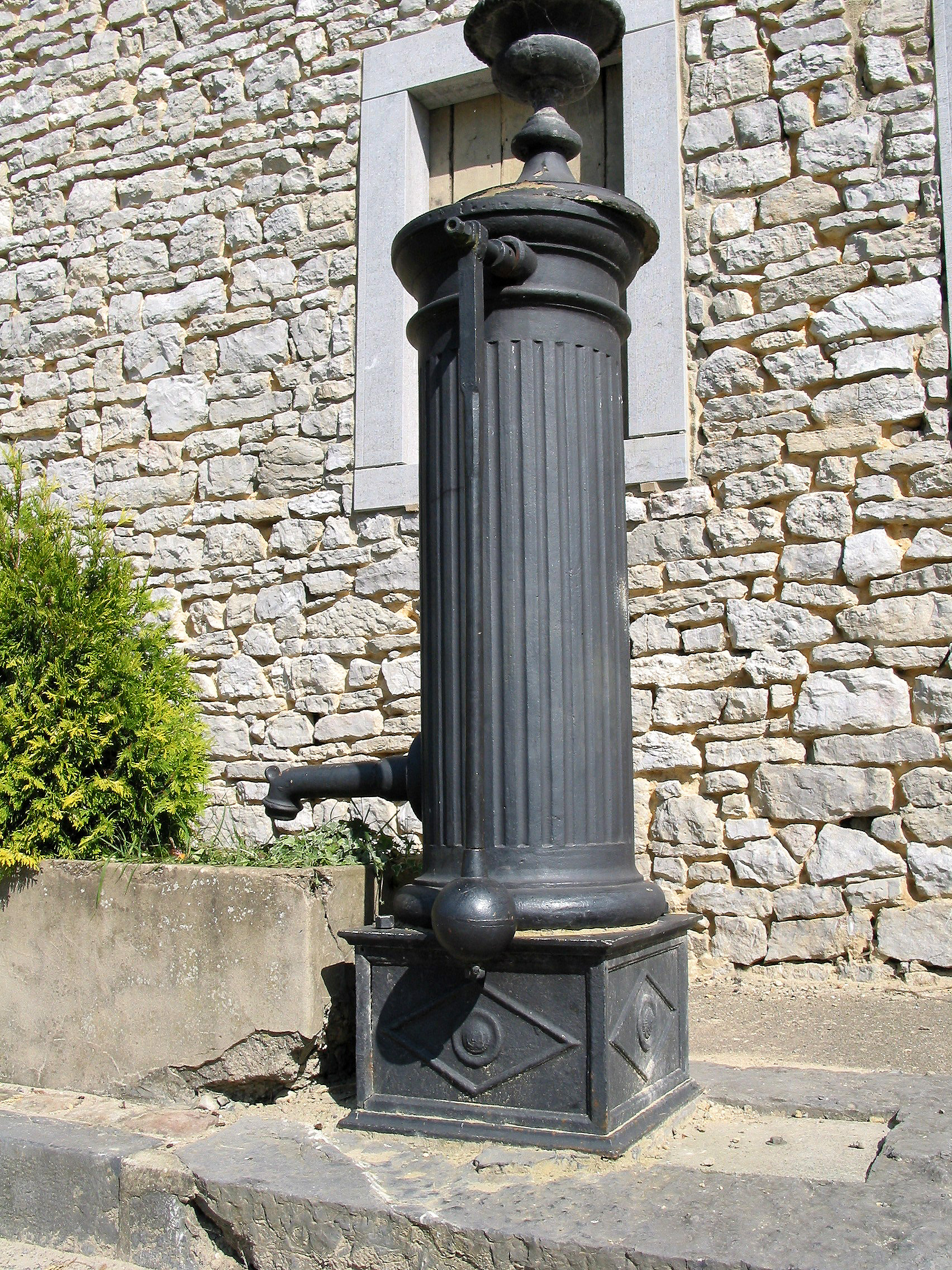
Pompe à eau rurale à Dourbes.

### Industrialisation
Les besoins économiques de l'époque gallo-romaine satisfaits par l'emploi massif d'esclaves (main-d'œuvre presque gratuite), ne nécessiteront pas une mécanisation de l'outil de production.[réf. nécessaire] Jusqu'au XVIIIe siècle, la croissance démographique fournira une main-d'œuvre abondante et bon marché. Les moulins (à eau ou à vent, selon les pays) seront le principal moyen de production d'énergie autre que l'énergie animale ou humaine. L'explosion démographique dans la deuxième partie du XVIIIe siècle obligera à mécaniser l'outil de production. Il faudra attendre la fin du XVIIIe siècle pour que les premières pompes soient réellement construites et utilisées de façon industrielle.

#### Force hydraulique ou éolienne

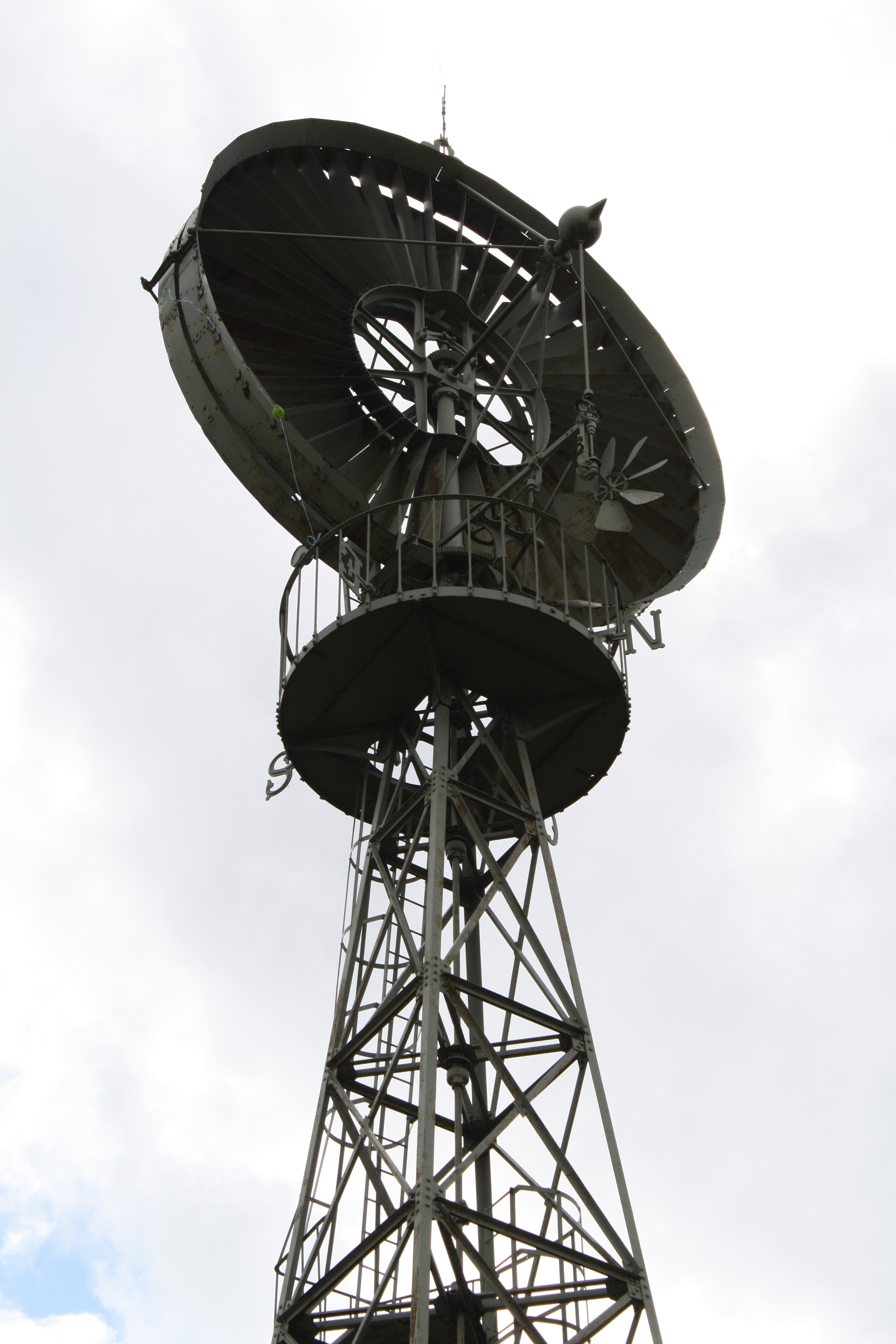
Éolienne de relevage d'eau Bollée no 3, 1901, à Souilly, département de la Meuse, en Lorraine, France. Une éolienne actionnant une pompe.

Les moulins à eau et à vent furent les premiers dispositifs à fournir une énergie « non musculaire » relativement abondante. D'abord utilisés pour moudre le grain, ils furent ensuite couplés à des pompes à élever les eaux. En particulier, ils furent utilisés aux Pays-Bas pour extraire l'eau des polders. Le premier polder de ce type fut celui de Beemster en Hollande septentrionale en 1612. Plus tard, la force hydraulique appliquée à des pompes fut également utilisée à d'autres fins. Une des réalisations les plus remarquables fut la machine de Marly.
La pompe à eau de Porcheresse fonctionna de 1870 à 1952 et de nombreuses pompes à bélier fonctionnent encore de nos jours.
L’éolienne Bollée est un type d'éolienne inventé par Ernest-Sylvain Bollée (1814-1891), qui servait au pompage de l'eau. Elle fut produite en France de 1872 à 1933, à environ 350 exemplaires, qui furent installés principalement en France, dans quarante-quatre départements. Environ 80 sont encore visibles. Bolée dépose en 1857 le brevet d'un bélier hydraulique.

#### Pompe à feu

Principe de la machine à vapeur à balancier de Thomas Newcomen (1712). La machine actionne une pompe placée au fond de la mine, réalisant l'exhaure de la mine.

Les pompes mues par une machine à vapeur étaient couramment appelées « pompe à feu ».
L'apparition de la machine à vapeur (Denis Papin) permet la mécanisation des secteurs industriels où les besoins étaient en pleine expansion (coton, charbon).
Le besoin constant de minerai de charbon apparut avec le développement de l'ère industrielle, obligeant la recherche de celui-ci à des profondeurs qui ne permettaient plus le travail à ciel ouvert. Les infiltrations d'eau noyant de façon continue les galeries souterraines, on utilisa alors de façon régulière des pompes pour évacuer cette eau. Il s'agit probablement là de la première utilisation industrielle des pompes. À partir de 1712 Thomas Newcomen met au point une machine à vapeur activant une pompe utilisable pour l’exhaure des mines. Celle-ci est par la suite améliorée par James Watt en 1784. Il s'agissait en fait de pompes à piston (machine de Watt) dont l'énergie provenait de la vapeur produite par de l'eau chauffée par un foyer. Ce foyer ouvert provoquait régulièrement des incendies dans les galeries.

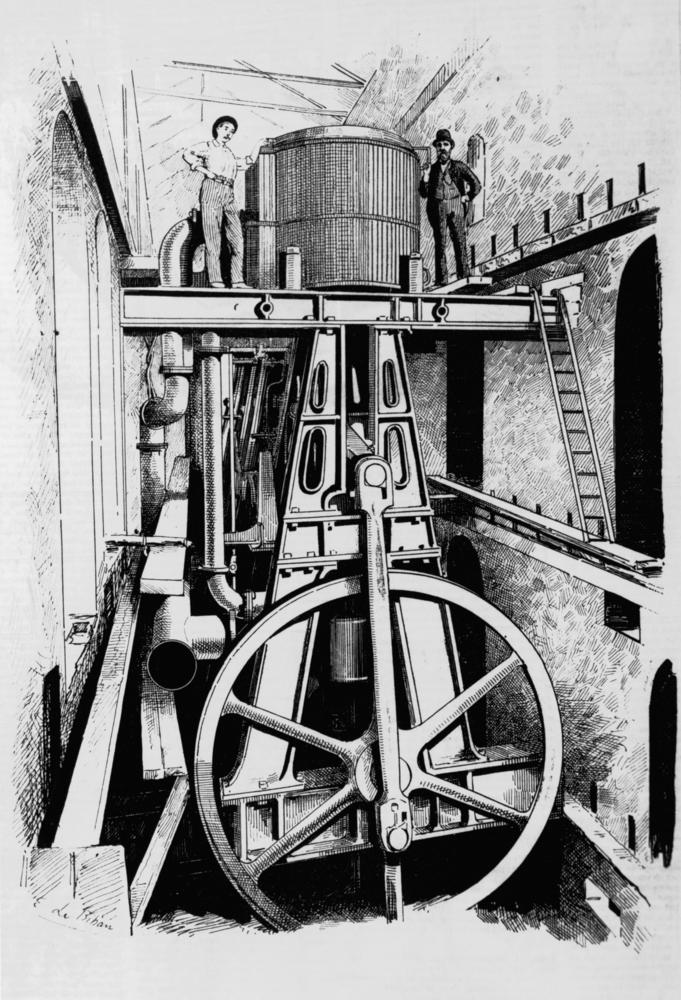
Pompe industrielle, alimentée par une machine à vapeur fonctionnant au charbon, Mount Crosby waterworks, Australie, 1892.
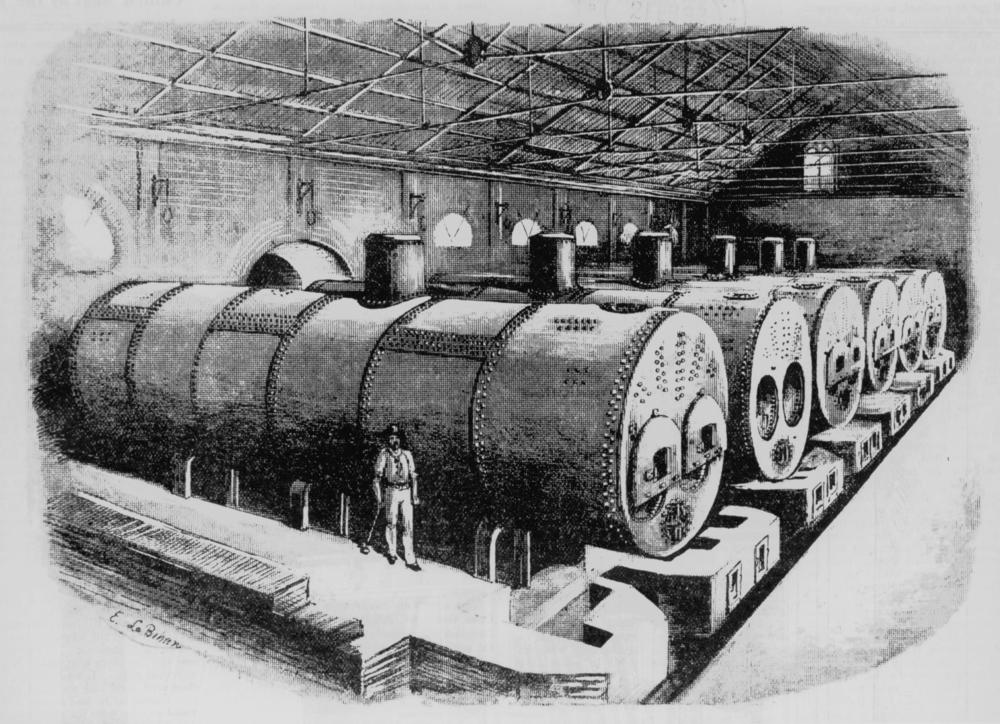
Chaudière alimentant la pompe du système d'adduction d'eau, Mount Crosby waterworks, Australie, 1892.

#### Pompes électriques à partir duXIXesiècle
C'est au cours de ce siècle qu'une seconde évolution dans la technique des pompes fit son apparition, cette fois grâce à l'énergie électrique.
Celle-ci permit le développement des pompes à principe rotatif, turbines et pompes centrifuges. En fait, depuis près d'un siècle, aucun grand principe de pompe n'a été découvert. Seuls les matériaux utilisés et la précision d'usinage permirent aux pompes d'évoluer vers de meilleurs rendements, de plus grands débits et de plus hautes pressions.
Le seul fait d'utiliser un liquide pour la fabrication d'un produit implique nécessairement l'utilisation de pompes.

### Pompes modernes
Les pompes répondent toutes au même besoin : déplacer un liquide d’un point à un autre.
Pour déplacer ce liquide, il faut lui communiquer de l'énergie. Les pompes remplissent cette fonction.
Le moteur qui alimente les pompes transforme l'énergie thermique ou électrique en énergie mécanique pour permettre le mouvement des organes des pompes. Cette énergie mécanique est retransmise au fluide.
Cette énergie fluide se traduit sous forme de débit (énergie cinétique) et de pression (énergie potentielle). Ces énergies vont s'échanger et se consommer dans les circuits de l'installation.

## Classification
On peut classer les pompes de plusieurs façons.
Les mouvements retransmis aux organes des pompes sont comme tous les mouvements mécaniques de deux grands types :
- rotatif ;
- rectiligne (alternatif).

Le mode de déplacement du fluide au travers des pièces en mouvement de la pompe et leur fonction permet de classer les pompes en plusieurs familles :
- pompes de transfert :

1. pompe rotative - axiale ;
2. pompe rotative - centrifuge.

- pompes de dosage :

1. pompe rotative - volumétrique ;
2. pompe alternative - volumétrique ;
3. pompes à queue.

## Caractéristiques
Cylindrée théorique
C'est le volume de fluide déplacé par unité de mouvement (un aller-retour pour les pompes rectilignes, un tour pour les pompes rotatives).
La cylindrée se note {\displaystyle C_{\text{th}}} et s'exprime en m3/mouvement.
Fréquence
C'est le nombre de mouvements du moteur entraînant la pompe par unité de temps.
La fréquence se note {\displaystyle f} et s'exprime en mouvement/s.
Débit volumique théorique
C'est le volume de fluide déplacé théorique par unité de temps.
Le débit volumique théorique se note {\displaystyle D_{\text{v,th}}} et s'exprime en m3/s.
Différence de pression théorique
C'est la différence entre la pression du fluide théorique en sortie et la pression du fluide en entrée.
La différence de pression théorique se note {\displaystyle \Delta p_{\text{th}}} et s'exprime en pascals (Pa).
Couple théorique
C'est le couple fourni par le moteur en entrée pour produire la différence de pression théorique.
Le couple théorique se note {\displaystyle \Gamma _{\text{th}}} et s'exprime en newtons mètres (N m).
Puissance mécanique (ou théorique)
C'est la puissance fournie par le moteur en entrée pour produire la différence de pression théorique.
La puissance mécanique se note {\displaystyle P_{\text{m}}} et s'exprime en watts (W).
Puissance hydraulique (ou réelle)
C'est la puissance fournie par le fluide en sortie (ou la puissance fournie par le moteur en entrée pour produire la différence de pression réelle).
La puissance hydraulique se note {\displaystyle P_{\text{h}}} et s'exprime en watts (W).
Rendement volumétrique
C'est le rapport entre le débit réel et le débit théorique.
Le rendement volumétrique se note {\displaystyle \eta _{\text{v}}} et s'exprime sans unité.
Il est toujours inférieur à 1 en raison des fuites et de la compressibilité du fluide.
Rendement hydromécanique
C'est le rapport entre la différence de pression réelle et la différence de pression théorique.
Le rendement mécanique se note {\displaystyle \eta _{\text{hm}}} et s'exprime sans unité.
Il est toujours inférieur à 1 en raison des frottements fluides entre le fluide et les parois et des frottements mécaniques entre les différentes pièces.
Rendement énergétique (ou global)
C'est le rapport entre la puissance hydraulique et la puissance mécanique.
Le rendement global se note {\displaystyle \eta } et s'exprime sans unité.
Il est toujours inférieur à 1 en raison des fuites et de la compressibilité du fluide ainsi que des frottements fluides entre le fluide et les parois et des frottements mécaniques entre les différentes pièces.

## Technique

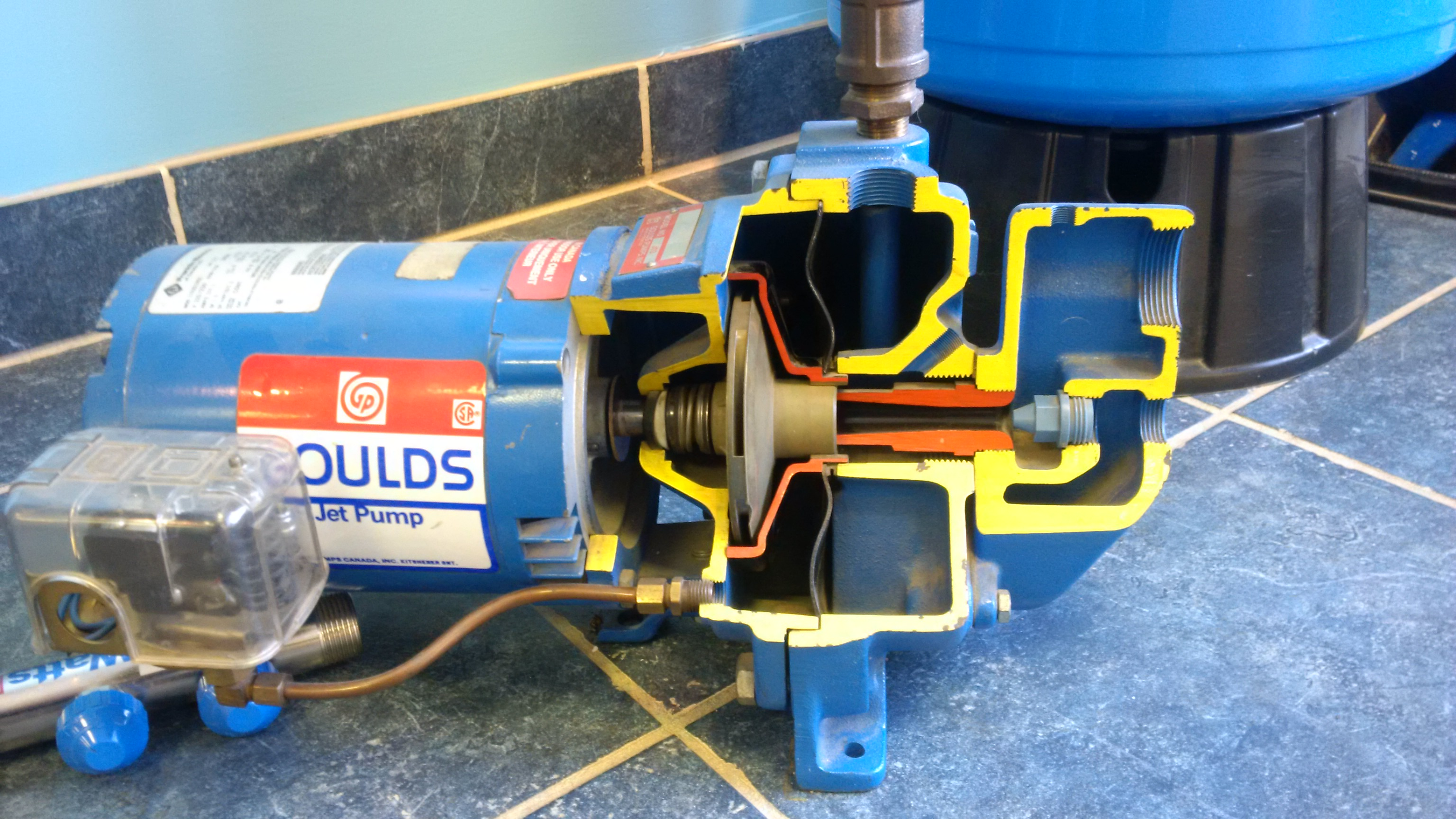
Coupe transversale d'une pompe à eau domestique.

### Pompe rotative axiale
Le principe est proche de celui de l'hélice de bateau. Le fluide rentre par le milieu sur l'axe de rotation et le mouvement des aubes de l'hélice plaque le liquide contre la paroi grâce à la force centrifuge, ce qui l'engouffre dans le tuyau perpendiculaire à l'axe et crée une succion qui attire plus de liquide et améliore l'efficacité de la pompe. Cette pompe tourne rapidement à plein régime mais est relativement limitée en termes de pression.
Elle trouve son application pour de grands débits sur de faibles dénivelés (faible différence de pression, plusieurs milliers de m³/h) dans le domaine de l'eau (captage de l'eau potable), de l'industrie nucléaire (système de refroidissement du circuit primaire des centrales nucléaires) ou accélérateurs gravitaires.
Un exemple industriel fut inventé en 1939 par l'ingénieur français René Moineau.

### Rotative centrifuge
Il s'agit d'une application concrète de la force centrifuge. Le principe utilisé est celui de la roue à aubes courbe. La roue est placée dans une enceinte (le corps de pompe) possédant deux ou plusieurs orifices, le premier dans l'axe de rotation (aspiration), le second perpendiculaire à l'axe de rotation (refoulement). Le liquide pris entre deux aubes se trouve contraint de tourner avec celle-ci, la force centrifuge repousse alors la masse du liquide vers l'extérieur de la roue où la seule sortie possible sera l'orifice de refoulement.
L'énergie fluide est donc celle provenant de la force centrifuge.
Pour une même pompe, le débit varie :
- proportionnellement à la vitesse de rotation ;
- avec la différence de pression entre l'entrée et la sortie : plus celle-ci est élevée, plus le débit est faible ;
- en fonction des caractéristiques du fluide, telle que la viscosité, la température, la densité.

Cette variation de débit est donnée par la courbe de fonctionnement de la pompe, indiquée par le fournisseur de celle-ci. La courbe indique le débit de la pompe centrifuge, qui est fonction de la hauteur totale qu’elle engendre pour une vitesse de rotation donnée. Cette courbe est d’allure parabolique.

#### Composants d'une pompe centrifuge

##### Roue
La roue (turbine, impulseur) qui constitue l’élément mobile de la pompe communique au liquide une partie de l’énergie cinétique transmise par l’arbre par l’intermédiaire de ses aubes (ailettes).
Il existe trois formes principales de roues :
- roue fermée ;
- roue semi-ouverte ;
- roue ouverte.

La hauteur engendrée par la roue est fonction du carré de la vitesse périphérique. En conséquence, pour une hauteur donnée à réaliser, plus la vitesse de rotation sera grande plus le diamètre sera faible et inversement. Plus le débit est important, plus la section d’entrée et la largeur de sortie sont grandes.

##### Corps de pompe ou diffuseur
Le corps de pompe, qui constitue l’élément fixe de la pompe, est destiné à recueillir le liquide qui sort de la roue, et à le diriger, soit vers l’orifice de refoulement, soit vers l’entrée de la roue suivante, selon que la pompe est mono ou multicellulaire.
De plus, il transforme en pression une partie de la vitesse.
La forme principale du corps dépend du type de pompe (mono ou multicellulaire).

##### Corps d'aspiration
Il constitue avec le corps de pompe l’élément fixe destiné à diriger le liquide vers l’entrée de la roue, de telle sorte que la vitesse soit uniforme en tous points.

##### Poussée axiale
Les forces qui résultent de l’action des pressions sur les flasques avant et arrière de section différente d’une roue donnent naissance à une poussée axiale généralement dirigée vers l’aspiration. Cette poussée axiale est la plus faible au point de meilleur rendement, mais augmente pour les débits minimal et maximal de la pompe.

##### Poussée radiale
Cette poussée, perpendiculaire à l’axe, résulte d’une mauvaise répartition de la pression autour de la roue dans les pompes à volute.
La poussée radiale conserve une direction fixe, change de sens autour du débit nominal, en s’annulant pour ce dernier. Elle entraîne un fléchissement de l’arbre et le soumet à une flexion rotative.

##### Étanchéité
Deux systèmes principaux sont utilisés pour assurer l’étanchéité du passage de l’arbre entre l’intérieur de la pompe et l’extérieur, généralement soumis à la pression atmosphérique.
Ce sont :
- les garnitures à tresses ;
- les garnitures mécaniques.

Certaines pompes de type étanche ne nécessitent pas de système d’étanchéité.
Ce sont :
- les pompes à rotor noyé ;
- les pompes à entraînement magnétique.

Dans l'éventualité où le débit d'entrée est inférieur au débit de sortie, il se crée un phénomène dit de cavitation : la dépression créée fait repasser sous forme gazeuse le gaz dissout dans le liquide pompé. Se forme alors un « train de bulles » derrière les ailettes qui diminue le rendement de la pompe et qui, en implosant, atteint des températures et des pressions très élevées ; celles-ci, combinées à l'onde de choc qui en résulte, entraînent une dégradation très rapide de la pompe, voire sa destruction.
Ce phénomène est identifiable par un bruit caractéristique, comme si l'on « pompait du sable ».
Réduire le débit de sortie ou augmenter celui d'entrée permet d'atténuer ou éliminer ce phénomène.

### Pompe à piston

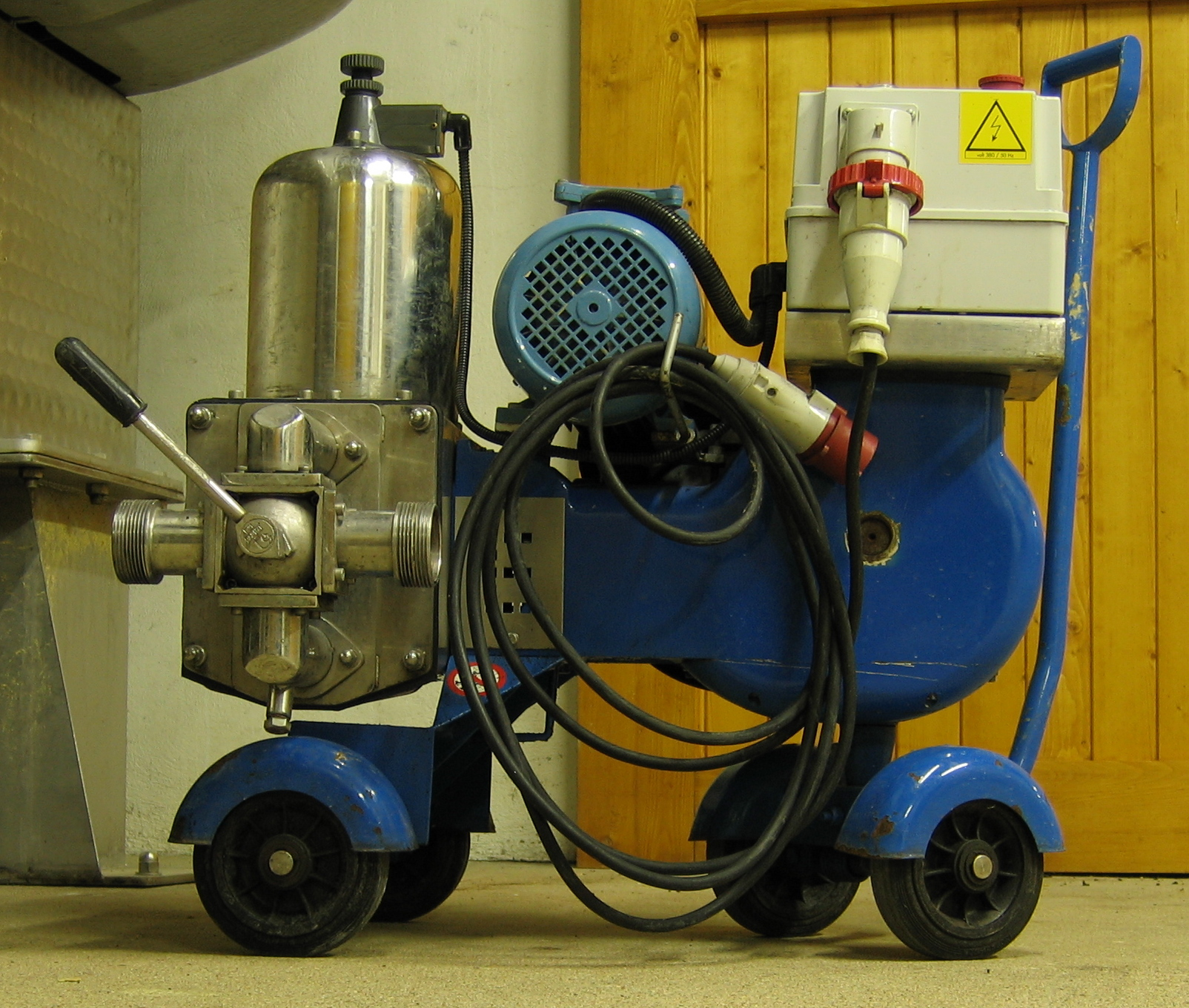
Pompe à vin à piston.

La pompe à piston est composée de plusieurs parties telles que la crépine, la soupape d’aspiration, le piston, la tringle, le tuyau de refoulement ou la superstructure.
Ce type de pompe utilise un piston coulissant de manière étanche dans un cylindre pour repousser un fluide, admis précédemment dans le cylindre par l'intermédiaire d'un clapet, d'une soupape ou d'une lumière, grâce à l'aspiration provoquée par le recul du piston.
Les performances sont élevées :
- pression de plusieurs milliers de bar, notamment pour le découpage jet d'eau ;
- débit jusqu'à 500 L/min ;
- rendement > 0,951.

Il existe différents montages mécaniques, dont :

#### Pompe à pistons axiaux
Les pistons sont situés parallèlement à l'axe de transmission. Ils fonctionnent grâce à :
- une glace sur laquelle glissent les patins situés en pied de pistons ;
- un barillet dans lequel sont logés les pistons.

Certaines pompes peuvent fonctionner avec des solutions aqueuses, voire à l'eau pure.

#### Pompe à pistons radiaux
Dans la pompe à pistons radiaux, les pistons se déplacent vers l’extérieur et vers l’intérieur en formant un angle de 90 degrés par rapport à l’axe de l’arbre. Lorsque le poussoir roule vers le bas de la came (logement ovale), le piston se déplace vers l’extérieur. La pression atmosphérique ou une pompe de charge pousse l’huile à travers l’orifice d’entrée de valve et remplit l’espace laissé par le mouvement du piston. Lorsque le poussoir roule vers le haut de la came (logement ovale), le piston se déplace vers l’intérieur. L’huile est poussée hors du cylindre et à travers l’orifice de sortie (refoulement).

#### Pompe à vilebrequin
Dans le cas de l'utilisation d'un fluide non lubrifiant comme de l'eau, avec de gros débits et / ou de fortes pressions, un vilebrequin entraîne un ensemble de pistons en ligne. Ces pompes particulièrement chères sont rarement utilisées.

### Pompe à palettes
Ce type de pompe est surtout utilisé pour diminuer ou augmenter la pression des gaz : pompe à vide, compresseur d'air, climatiseur, réfrigérateur, etc.
Il est aussi très utilisé dans les circuits hydrauliques. Elles sont à débits fixes ou variables.
Les pompes à palettes sont peu bruyantes.

### Pompe à bélier
Système inventé par les frères Montgolfier qui permet de transformer l'énergie cinétique de l'eau en onde de pression par le phénomène du coup de bélier : fermeture rapide d'un clapet. Cette pompe assez rustique a le désavantage principal de laisser passer en contrebas une grande quantité d'eau dont seule une petite partie remonte vers le point d'utilisation. Elle présente l'avantage de ne nécessiter aucun apport d'énergie extérieur en dehors de la chute d'eau qui fait naître le phénomène.

### Pompe péristaltique
Une pompe péristaltique (appelée aussi parfois pompe à galets) utilise un tube flexible dans lequel le liquide ou le gaz est entraîné par un système de cames ou de galets pressant le tube à l'intérieur de la pompe.

### Pompe à vide
Une pompe à vide est un outil permettant de faire le vide, c'est-à-dire d'extraire l'air ou tout autre gaz contenu dans une enceinte close, afin d'en diminuer la pression.

### Pompe par Airlift
Ce type de pompe est parfois appelé également « pompe par injection d'air », « pompe à émulsion » ou encore « émulseur ». C'est un système de pompage simple d'un liquide par injection d'air comprimé dans une canalisation.

### Pompe pneumatique à membrane

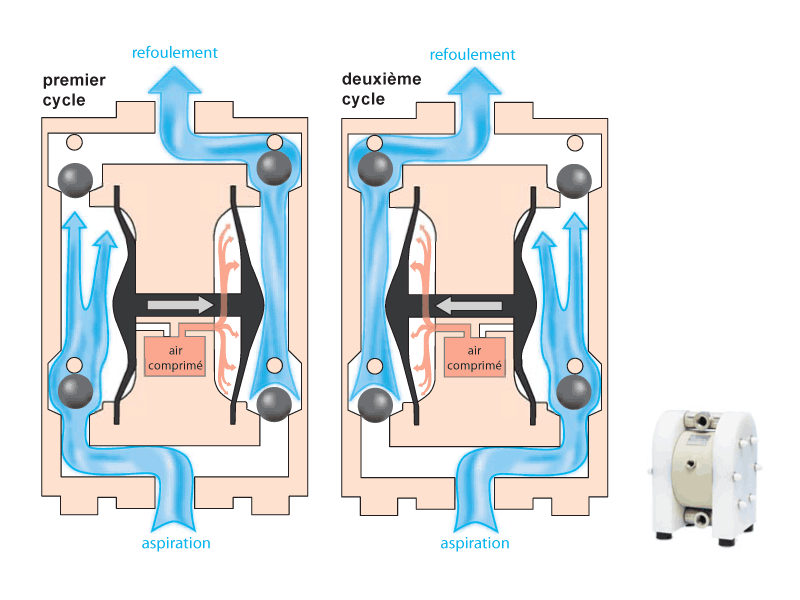
Fonctionnement d'une pompe pneumatique à membrane.

La pompe pneumatique à membrane est entrainée par de l’air comprimé. Les deux membranes reliées par un arbre sont poussées et tirées alternativement par un distributeur alimenté par la pression d’air et qui en assure aussi l’échappement.
- Phase 1 : l'aspiration. Une membrane crée le phénomène d’aspiration lors de son déplacement vers le corps de la pompe.
- Phase 2 : le refoulement. L’autre membrane transmet simultanément la pression d’air au liquide dans le corps en le poussant vers l’orifice de refoulement.

### Pompe volumétrique
Les pompes volumétriques sont des pompes à débit constant sur leur plage de fonctionnement ; elles sont de deux types principaux : Pompe à lobes, et pompe à rotor excentré (ou pompe à vis excentrée, pompe à cavité progressive ou PCP pour Progressing Cavity Pump ou encore « pompe moineau ».